# Carl Gottlob Joachim von der Lühe
Carl Gottlob Joachim von der Lühe (døbt 16. juli 1755, død 5. december 1831) var en dansk officer og kammerherre, halvbror til Christian Carl Frederik Ludvig von der Lühe.
Han var søn af overpræsident, kammerherre, gehejmeråd, Hvid Ridder, senere gehejmekonferensråd og Blå Ridder Volrad August von der Lühe og 1. hustru Cathrine Marie von Vieregg. Han blev 1761 volontør kadet i Søetaten, 1765 kadet, sekondløjtnant og samme år kammerjunker, men tog 3. februar 1777 afsked. I stedet gik han 12. marts samme år over i Hæren, blev sekondløjtnant à la suite i Jydske Regiment Rytteri, 1778 premierløjtnant i 4. Husareskadron og 29. maj 1782 dimitteret med ritmesters karakter.
1783 blev von der Lühe exam.jur., 1793 kammerherre, 1804 major à la suite i Østre jydske Landeværnsregiment, 1805 sat i nummer som kompagnichef, 1807 atter sat à la suite, 1808 forsat til 2. jydske Regiments annekterede bataljon og fik 16. januar 1810 afsked med tilladelse til at bære to epauletter. 8. april 1811 fik han nyt afskedspatent som oberstløjtnant.
Han ægtede 14. oktober 1788 Mariane Dorothea de Trappaud (1746-1808), datter af amtmand Ditlev de Trappaud og Anna Dorothea Vieth. De blev 20. april 1791 separerede, og ægteskabet opløst 6. november 1795, hvorefter hun førte navnet Holck (hun blev gift 1. gang 31. maj 1776 med Burchard Georg greve Holck, død 8. juni 1785).